# Kazimierz Czerwiński (major)
Kazimierz Aleksander Czerwiński herbu Lubicz (ur. 23 września 1888 w Olchowcu Wielkim, zm. 28 kwietnia 1926 w Wilnie) – major kawalerii Wojska Polskiego, kawaler Orderu Virtuti Militari.

## Życiorys
Urodził się 23 września 1888 w Olchowcu Wielkim koło Kamieńca Podolskiego jako syn Kazimierza Ignacego herbu Lubicz (1859–1942) i Zofii Karoliny Mniszek z Bużenina herbu Poraj (1863–1949). Urodził się w ósmym pokoleniu rodu Czerwińskich na Wołyniu, przebywających na tych ziemiach od XVI wieku. Był jednym z ośmiorga dzieci Kazimierza i Zofii, jego rodzeństwem byli: Zygmunt (1885–1940, urzędnik, burmistrz Ołyki, ofiara zbrodni katyńskiej, Irena (ur. 1886), Natalia (ur. 1890), Zofia (ur. 1892), Paweł (1895–1892, dyplomata), Janina (zm. 1919), Maria (zmarła w dzieciństwie).
W 1912 Kazimierz Czerwiński ukończył Instytut Rolnicy w Halle (Saale) z tytułem agronoma dyplomowanego. Następnie był gospodarzem w rodzinnym Olchowcu Wielkim koło Kamieńca Podolskiego. Po wybuchu I wojny światowej w stopniu chorążego rezerwy został powołany do Armii Imperium Rosyjskiego i służył w niej podczas wojny. Był kolejno awansowany do stopni: podporucznika w 1914, porucznika w 1915 i podrotmistrza w 1917 – za swoje męstwo i odwagę, jak również odznaczany orderami. W 1918 wstąpił do II Korpusu Polskiego w Rosji i służył w jego szeregach do bitwy pod Kaniowem.
Następnie przedostał się na Podole. Wstąpił do Wojska Polskiego. W stopniu rotmistrza został przydzielony do Naczelnego Dowództwa Wojska Polskiego. Został adiutantem w 3 Brygadzie Jazdy. Podczas wojny polsko-bolszewickiej brał udział w kampanii wołyńskiej w 1919 i  wyprawie kijowskiej w 1920. 30 kwietnia 1920 roku został przeniesiony do 12 pułku ułanów Podolskich, jako oficer nadetatowy z pozostawieniem na dotychczasowym stanowisku szefa sztabu 3 Brygady Jazdy. W 1920 został szefem sztabu 9 Brygady Jazdy. W 1921 został mianowany szefem sztabu I Brygady Kawalerii. 
3 maja 1922 roku został zweryfikowany w stopniu majora ze starszeństwem z dniem 1 czerwca 1919 roku i 75. lokatą w korpusie oficerów jazdy (od 1924 roku – kawalerii). Obok stopnia wojskowego przysługiwał mu wówczas tytuł „adiutant sztabowy”. 1 listopada tego roku został „powołany do służby Sztabu Generalnego z prawem jednorocznego doszkolenia w Wyższej Szkole Wojennej”. W 1923 roku w dalszym ciągu pełnił służbę na stanowisku szefa sztabu I Brygady Jazdy, pozostając oficerem nadetatowym 12 puł. W tym czasie przysługiwał mu obok stopnia wojskowego tytuł „przydzielony do Sztabu Generalnego”. 31 sierpnia 1923 roku został przeniesiony w stan nieczynny na jeden rok bez prawa do poborów. 1 września 1924 roku powrócił ze stanu nieczynnego do służby czynnej w macierzystym 12 puł. W tym samym roku został przeniesiony do rezerwy. Posiadał przydział w rezerwie do 12 puł.
Łącznie brał udział w 29 bitwach podczas walk w obronie Polski. Za swoje czyny wojenne otrzymał Order Virtuti Militari, którym udekorował go osobiście Marszałek Józef Piłsudski w Belwederze. Zmarł nagle 28 kwietnia 1926 w Wilnie. Został pochowany na cmentarzu Rakowickim w Krakowie.

## Ordery i odznaczenia
- Krzyż Srebrny Orderu Wojskowego Virtuti Militari nr 4474 – 1921[16][17]
- Krzyż Walecznych czterokrotnie
- „Krzyż Kaniowski” (odznaka pamiątkowa 3 Pułku Piechoty Legionów)
- Odznaka „za Wołyń”
- Order Świętego Stanisława II klasy z mieczami (Imperium Rosyjskie)
- Order Świętego Stanisława III klasy (Imperium Rosyjskie)
- Order Świętej Anny IV klasy „za odwagę” (Imperium Rosyjskie)
- Krzyż Oficerski Orderu Gwiazdy Rumunii
- Medal międzysojuszniczy „Médaille Interalliée” (zezwolenie Naczelnika Państwa w 1921)[18]